# Evernight
Evernight (br: Noite Eterna) é uma série de livros fictícia sobre vampiros/espectros, escrita pela autora americana Claudia Gray. É narrada por Bianca Olivier, sua protagonista, e conta a história da mesma na academia para vampiros Noite Eterna. Bianca conhece Lucas Ross, mas logo seu romance com ele se torna proibido. A maior parte dos livros de compõem a obra tiveram uma boa recepção do público e crítica.

## Livros
| Título    | Título no Brasil     | Título em Portugal | Lançamento (EUA)    |
| --------- | -------------------- | ------------------ | ------------------- |
| Evernight | Noite Eterna         | Evernight          | 27 de Maio de 2008  |
| Stargazer | Caçadora de Estrelas | Sangue Gelado      | 24 de Março de 2009 |
| Hourglass | Névoa do Tempo       | Ampulheta          | 15 de Março de 2010 |
| Afterlife | Além da Vida         | TBA                | 3 de Março de 2011  |
| Balthazar | Balthazar            | Balthazar          | 6 de Março de 2012  |

## Enredos

### Evernight
Bianca acaba de deixar a sua cidade natal e é a aluna nova em um misterioso colégio, onde seus colegas parecem perfeitos demais para ser verdade. Ela se sente como um peixe fora d´água até conhecer Lucas, outro solitário. A química entre os dois é irresistível e Bianca se vê disposta a arriscar tudo para ficar com ele. Mas alguns segredos obscuros vão ficar no caminho do casal e farão a jovem questionar tudo em que até hoje acreditou.

### Stargazer
Em Evernight, Bianca revela seu lado sobrenatural, O que foi assustador para Lucas, não impediu que os dois continuassem se amando. Até que foram forçados a enfrentar a separação pelo bem de suas próprias vidas. Em Stargazer, um novo ano começa, e Bianca volta à escola Noite Eterna sabendo que já não terá a companhia de Lucas. Os desafios serão ainda maiores. As surpresas ainda mais assustadoras. Quem poderá ajudá-la a sobreviver em Noite Eterna?

### Hourglass
Após o incêndio na escola Noite Eterna, Bianca e Lucas decidem continuar alojados com a Cruz Negra, o poderoso grupo de caçadores de vampiros. Porém, para manter seu disfarce, Bianca se submete aos treinamentos e participa das atividades do grupo, evitando levantar qualquer suspeita sobre sua verdadeira origem. Em meio à rotina de procurar vampiros por toda Nova York, algo inesperado acontece - Balthazar, seu melhor amigo, é capturado. Bianca se vê, então, diante de um dos maiores conflitos que já enfrentou - proteger seu amigo, revelando sua identidade, ou manter seu segredo, ainda que isso signifique abandonar Balthazar nas mãos dos caçadores? Sem saber em quem confiar e o que fazer, ela será obrigada a agir antes que seja tarde demais. Mais uma vez, o amor entre Bianca e Lucas será colocado à prova. E, ainda que continue disposta a enfrentar tudo para permanecer com ele, Bianca terá de encarar o fato de que jamais poderá fugir de seu destino.

### Afterlife
Bianca e Lucas sempre acreditaram que podiam suportar qualquer coisa para estar juntos. Quando uma reviravolta do destino, não só transforma Bianca em um espectro fantasmagórico, mas também transforma Lucas em um vampiro - criatura que ele caçou a vida inteira- Assombrado por sua forte necessidade de matar, Lucas só pode ir a um lugar ... a academia Noite Eterna. Bianca está determinada a permanecer com ele. Mas com uma guerra marcada contra fantasmas, sua antiga casa se tornou o lugar mais perigoso que poderia ser, apesar de os novos poderes de sua transformação lhe deu. Uma batalha entre vampiros e fantasmas, e Bianca e Lucas irão enfrentar uma realidade nova e aterrorizante. Eles vao superar cada obstáculo que a vida tem jogado com eles, mas seu amor é forte o suficiente para sobreviver aos desafios após a vida?

### Balthazar
Spin-off da série Evernight, conta a história de Balthazar More.
Assombrado por seus primeiros anos como vampiro, Balthazar passa séculos sozinho, sem amigos e sem amor. Quando ele sai de seu isolamento para ajudar uma garota humana, Skye Tierney, que estudou na academia Noite Eterna, ele não imaginaria que os poderes psíquicos dessa garota irão levá-lo direto a Redgrave, o pior vampiro que existe, e para protegê-la, Balthazar será capaz de por em risco sua própria existência.

## Personagens
- Bianca Olivier: é a protagonista da série Evernight. Seus pais, Adrian e Celia, ambos vampiros, mais tarde revelam que a conceberam com a ajuda de espectros, tornando Bianca meio vampira, meio espectro. No início, Bianca, com 16 anos, tenta fugir da academia Noite Eterna, antes das aulas iniciarem, mas é impedida por Lucas, um garoto humano por quem se apaixona. Juntos, ela e Lucas tentam descobrir porque a diretora da Noite Eterna, Sra. Bethany, começou a aceitar alunos humanos na escola, já que o lugar era até recentemente, frequentado somente por vampiros. Logo, Lucas revela ser membro da Cruz Negra, um grupo de caçadores de vampiros e foge da escola, mas mantem contato com Bianca por cartas mandadas através de seu amigo Vic. Em Hourglass, Bianca 'morre', e se transforma em espectro, mas consegue se materializar-se e ter um corpo normal.

- Lucas Ross: é o interesse romântico de Bianca. Ele entra na academia Noite Eterna disfarçado como aluno, mas se revela como membro da Cruz Negra, grupo de caçadores de vampiros; tem como missão proteger os alunos humanos na escola, como Vic, seu melhor amigo. Se envolve com Bianca, uma garota que ele pensa ser humana, e mais tarde se revela como vampira. Lucas odeia os vampiros, e diz preferir morrer do que se tornar um, mesmo amando Bianca. Tem 19 anos no primeiro livro. Chega a se tornar vampiro em Afterlife, sofrendo com a sede de sangue. No fim, com a ajuda de Bianca, se torna humano novamente.

- Balthazar More: é um jovem vampiro, embora tenha muitos anos de vida. É estudante na Noite Eterna e amigo de Bianca, por quem tem interesses românticos. No segundo livro, Balthazar e Bianca fingem namorar para saírem juntos da Noite Eterna nas viagens, onde Balthazar pode encontrar sua irmã problemática, Charity, e Bianca se encontrar com Lucas. Ajuda financeiramente Bianca e Lucas após ambos o socorrerem da Cruz Negra. No último livro, ele ajuda Lucas a se adaptar a vida de vampiro, mas como Lucas se torna humano novamente, Bianca lhe oferece a vida mortal, mas ele recusa. Sua história é contada mais detalhadamente no spin-off Balthazar, lançado pela autora em 2012.

- Sra. Bethany: é  a diretora da Noite Eterna. Bianca e seus amigos ao longo da série tentam descobrir o porquê dela ter começado a aceitar alunos humanos na escola. No último livro, ela demostra compreensão por Lucas e sua nova vida como vampiro na Noite Eterna, já que o mesmo fora rejeitado pela Cruz Negra. É revelado que Bethany foi integrante da Cruz Negra quando jovem e que após a morte do marido, tornou-se vampira. Ela tem grande interesse em Bianca, pois descobriu um jeito de tornar-se humana novamente com a ajuda de espectros, e pretende usar Bianca para isso. Assim como outros espectros que vieram juntos com os alunos humanos que ela permitiu que entrassem na Noite Eterna.

- Vic Woodson: é um estudante humano da Noite Eterna. Se torna companheiro de quarto de Lucas, de quem torna-se grande amigo. Ele foi aceito na Noite Eterna por seu contato com Maxine, um espectro que vive em sua casa. Ao longo da série, ele ajuda Bianca e Lucas, e faz amizade com Raquel, Ranulf e Balthazar. É grande fã da banda norte-americana Panic! At The Disco.

- Raquel Vargas: é uma estuante humana que odeia a Noite Eterna. Desde pequena é assombrada por fantasmas, sendo ameaçada por eles. É amiga de Bianca, e, assim como Lucas, detesta os vampiros. Mais tarde se une a Cruz Negra e começa um relacionamento com Dana, amiga de Lucas e companheira dele na Cruz Negra.

- Ranulf White: é um vampiro e estudante da Noite Eterna. Amigo de Vic e Balthazar, aparenta ser jovem, mas é um dos vampiros mais antigos que existem, tendo problemas para se adaptar com a modernidade e suas tecnologias. Ajuda Lucas no último livro com sua nova vida de vampiro e junta-se a Bianca e seu grupo para desvendar os segredos da Sra. Bethany.

- Charity More: é irmã de Balthazar. Foi transformada muito jovem em vampira por ele, contra sua vontade. Ao longo da série causa problemas para Lucas, Bianca e até Balthazar. Chega a transformar Lucas em vampiro no terceiro livro e o atormenta nos sonhos, até Balthazar pará-la.

- Kate Ross: é a mãe de Lucas e uma das líderes da Cruz Negra. Rejeita Lucas ao saber que ele se tornara vampiro e tenta matá-lo, alegando que ele não era mais seu filho.

- Patrice Deveraux: amiga de Bianca, ela também é vampira e estuda na Noite Eterna, ajuda Bianca e Lucas no último livro.

- Maxine O'Connor: é um espectro que vive na casa de Vic. Nunca falou com ele até o último livro, mas nutre um grande carinho por ele. Maxine aparece quando Bianca se transforma em espectro e tenta ajuda-lá a se adaptar a nova vida.

- Dana: é a amiga de Lucas, com quem cresceu desde pequena na Cruz Negra. Apesar de Kate, a mãe de Lucas, mandar os membros da Cruz Negra o matarem, quando este se torna vampiro, Dana o protege e o ajuda como pode. No fim, sai da Cruz Negra com Raquel.

- Courtney: é uma vampira e estudante da Noite Eterna. Não gosta de Bianca e esnoba os estudantes humanos, como Raquel. Mais tarde é revelado que ela inveja os humanos e sua vida mortal. É morta em Stargazer, por Charity, irmã de Balthazar.

- Celia Olivier: é a mãe de Bianca e esposa de Adrian, ambos vampiros. Concebeu Bianca com a ajuda de espectros, já que raramente vampiros podem ter filhos. Trabalha na Noite Eterna como professora. No início, ajuda a Sra. Bethany contra os espectros, achando que sua filha havia morrido por causa deles. No fim, ajuda Bianca contra as armadilhas da diretora da Noite Eterna.

- Adrian Olivier: é o pai de Bianca e marido de Celia, também vampiro. Como sua esposa, trabalha na Noite Eterna como professor. Tenta, sem sucesso, matar Lucas em Evernight, quando é revelado que Lucas faz parte da Cruz Negra. Assim como Celia, ajuda Bianca a achar as armadilhas impostas pela Sra. Bethany.

- Mr. Wantanabe: é um dos integrantes mais velhos da Cruz Negra. É morto na batalha contra Charity, em Stargazer.

- Eduardo: é o marido de Kate e padrasto de Lucas, com quem não tem uma boa relação. Faz parte da Cruz Negra e é morto pela Sra. Bethany.

- Erich: é um estudante vampiro que atormenta e ameaça Raquel em Evernight. É morto por Lucas no mesmo livro.

- Mr. Yee: é um professor vampiro da Noite Eterna. Ele ensina sobre tecnologia aos alunos da escola, principalmente os vampiros.

## ligações externas
- «Site oficial da autora Claudia Gray». Consultado em 7 de julho de 2012